# 湘南單軌電車300型電聯車
湘南單軌電車300型電聯車 （日语：／*/?），是湘南單軌電車江之島線曾使用過的單軌電聯車 。所有车辆都是由湘南單軌電車的母公司三菱重工业制作，而其电气部件則是由三菱電機製造。

## 使用期間
最初是在1970年（昭和45年）3月同江之島線开始使用。原先車輛編組由兩輛300型列車連結而成，1975年（昭和50年）2月添加了中间車320型車廂，六個車輛編組中有兩個由三輛車廂組成。之後，所有的列車被500型取代，並在1992年（平成4年）報廢所有300型電聯車。

## 外部連結
- 湘南モノレール 車両図鑑 300形 （页面存档备份，存于）